# Connecticut State Police
Pour les articles homonymes, voir CSP.
Le Connecticut State Police (CSP) est une division du Ministère de la Sécurité publique du Connecticut. Il est responsable de la régulation du trafic et de la répression à travers l'État du Connecticut, en particulier dans les zones non desservies par les services de police locaux. Le CSP a actuellement environ 1 248 agents, et est basé à Middletown.

## Uniformes

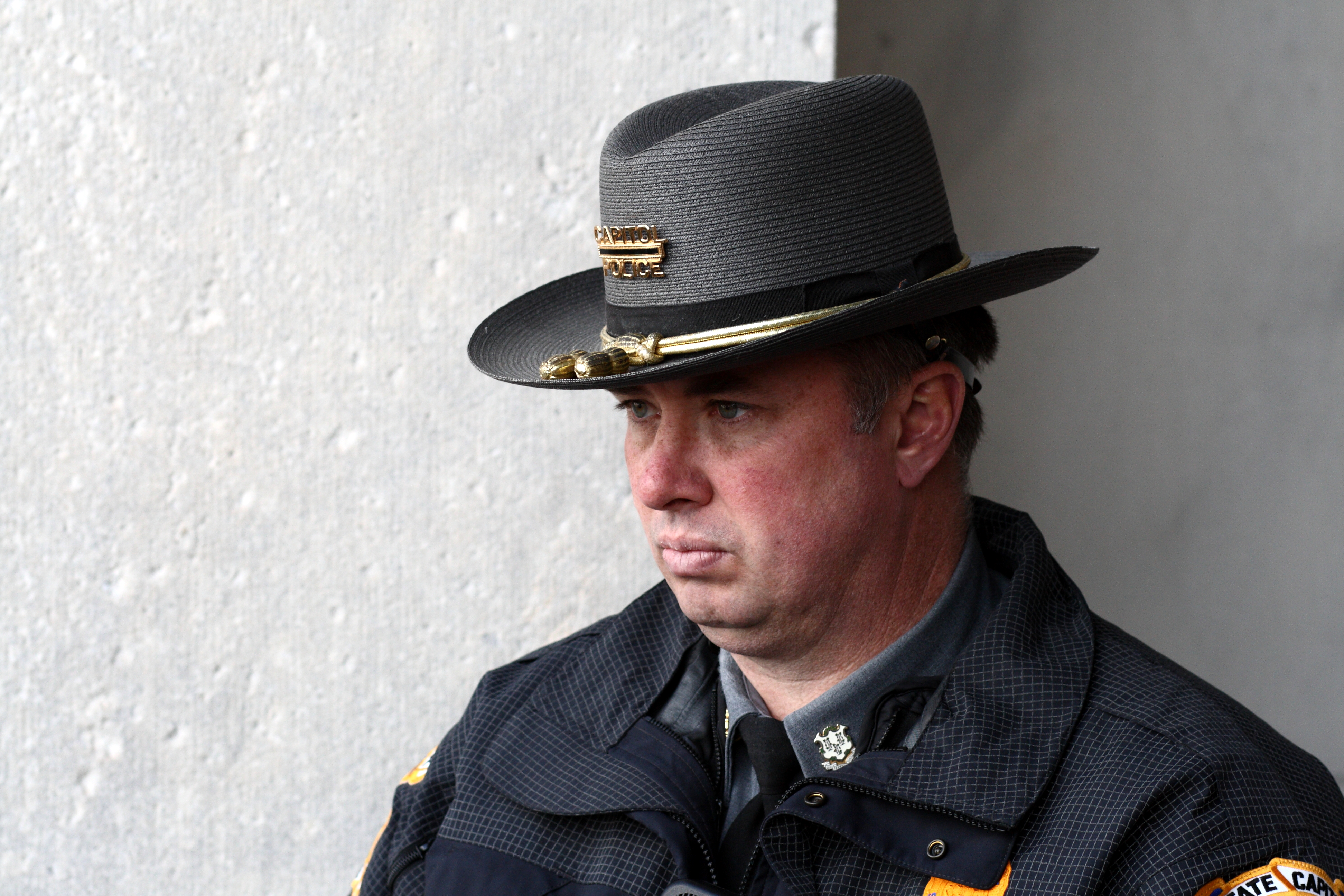
L'uniforme du CSP

Le CSP a été élu « Agence d’État la mieux habillée » trois fois depuis 1985.
Le badge CSP est de couleur or pour tous les rangs. Il est porté sur la gauche de la chemise d'uniforme. Les officiers ont un badge légèrement différent de celui des troopers.
La chemise d'uniforme CSP est gris ardoise avec des épaulettes bleu vif. Une variante 100 % en laine et à manches longues est portée dans la saison hivernale, avec une cravate bleue. Tous les boutons de la chemise d'uniforme sont en laiton or. Les autres accessoires portés sur la chemise d'uniforme (badges, broches de spécialité, etc) sont également de couleur or indépendamment de leur grade. L'ornement du col gauche de la chemise d'uniforme désigne l'unité à laquelle le porteur est assigné, tandis que l'ornement du col droit est une version miniaturisée de l'insigne du CSP.
Les pantalons d'uniforme CSP sont bleu marine avec une bande bleue. Un matériau 100 % laine est utilisée pour l'hiver tandis que le pantalon d'été est plus léger que du polyester.
Un chemisier est porté pour les occasions exceptionnelles. Il est du même bleu que le pantalon uniforme, et est 100 % en laine. Semblable à celles de la chemise d'uniforme, il dispose d'épaulettes brillantes bleues. Il dispose également de filets dorés près des poignets.
Le chapeau d'uniforme du CSP est gris. C'est le chapeau utilisé par la plupart des agences d'État. Le CSP porte ce chapeau depuis 1940.
Des unités spécialisées (K-9, l'aviation, Bomb Squad, unité tactique, etc) sont autorisées à porter des uniformes différents.

### Casernes
Actuellement, le CSP opère à partir de douze casernes connues comme « troupes », y compris une troupe à l'aéroport international Bradley. Selon leur emplacement, quelques troupes sont plus responsables de patrouille de la circulation inter-États, tandis que d'autres sont principalement utilisées pour l'application des lois locales dans les districts ruraux.

### Armement
Depuis 1996, les policiers de la CSP sont armés de pistolets calibre .40 S&W modèles SIG-Sauer P226 ou P229 en remplacement du Beretta 92SB adopté en 1983. Effectivement la Police d'État du Connecticut fut le premier client US d'importance pour la firme Beretta  car en plus de ce Beretta  en 9 mm Luger furent acquis des Beretta 84 (.380 Auto) servant d'arme de secours

## Organisation
Le CSP est divisé en 12 troupes, chacune ayant un commandant de troupe (lieutenant), un officier de l'Executive Master (Sergeant), des sergents de patrouille, une unité de détectives, et une gamme complète de personnel pour la patrouille.
Des unités spécialisées (K-9, l'aviation, Bomb Squad, unité tactique, etc) interviennent en situation de crise. Ainsi son unité tactique, appelée Connecticut Police Tactical Unit, est une SWAT Team pouvant intervenir en cas de prise d'otage, terrorisme, etc.

## Grades
| Grade               | Insigne |
| ------------------- | ------- |
| Colonel             |         |
| Lieutenant Colonel  |         |
| Major               |         |
| Capitaine           |         |
| Lieutenant          |         |
| Master Sergeant     |         |
| Sergeant            |         |
| Trooper First Class |         |
| Trooper             |         |

### Véhicules du CSP
La flotte de véhicules du CSP comprend les véhicules de patrouille traditionnelles (Ford Crown Victoria), les VUS et les motocyclettes. La plupart des voitures de patrouille banalisées sont couleur argent, bien que quelques-unes soient bleu marine, noires, marron, et brunes. Le CSP a eu une longue histoire quant à l'utilisation de voitures de patrouille banalisées sur les routes de l'État, identifiables en tant que véhicules de police uniquement par les barres rouge et bleu clair sur le toit. Les voitures de patrouille sont équipées de voyants LED sur le toit et le pont arrière, de systèmes radio, de terminaux de données mobiles (EMD), et de caméras vidéo mobiles (MVRs).

## Officiers morts en service
Depuis la création de la Connecticut State Police, 21 officiers de police sont morts dans l'exercice de leurs fonctions.